# Stanisław Bobak
Stanisław Bobak (ur. 12 marca 1956 w Zubsuchem, zm. 12 listopada 2010 w Zakopanem) – polski skoczek narciarski, reprezentant Polski i klubu WKS Legia Zakopane, dwukrotny olimpijczyk, zdobywca trzeciego miejsca w klasyfikacji generalnej Pucharu Świata sezonu 1979/1980.
Stanisław Bobak należał do światowej czołówki w narciarskich skokach przełomu lat 70. i 80. W wielu konkursach walczył z Hansem-Georgiem Aschenbachem czy Arminem Koglerem o czołowe lokaty. Stawał na podium zawodów z cyklu Turnieju Czterech Skoczni i zawodów Pucharu Świata. Wziął też udział w dwóch igrzyskach olimpijskich. Osiem razy zdobył mistrzostwo Polski. W swojej karierze oddał ponad 10 tysięcy skoków.

## Styl skoku i sprzęt
Stanisław Bobak odbijał się szybko, wychodził z progu z podniesioną klatką piersiową, jednocześnie blokując staw skokowy i biodrowy. W czasie skoku usztywniał sylwetkę, nie lubił wiatru z tyłu. Pierwsze narty Bobaka, dwurowkowe, pochodziły z wytwórni w Szaflarach. Następnie skakał na niemieckich skokówkach Poppa, a w Pucharze Świata startował na sprzęcie marki Kneissel i Elana. Buty robione były w Krośnie.

## Przebieg kariery

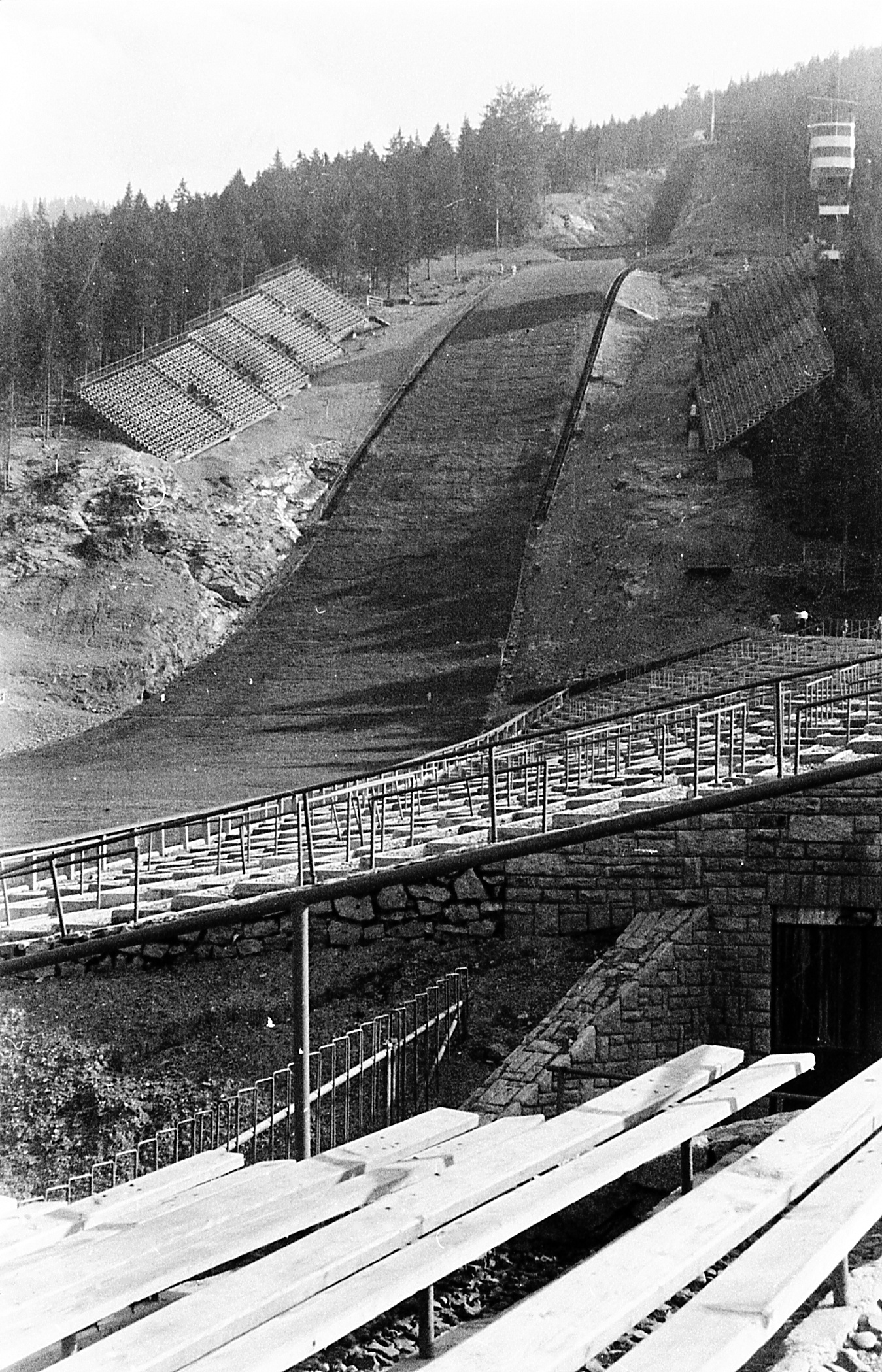
Wielka Krokiew, skocznia, na której Bobak zdobywał medale mistrzostw Polski i zwyciężył w zawodach Pucharu Świata

### Lata juniorskie
Pierwsze występy Bobak zanotował w kategorii juniorów młodszych, podobnie jak jego starszy brat, Tadeusz. Pierwszym trenerem skoczka był Jan Furman. Następnie szkolili go kolejno Janusz Fortecki, Lech Nadarkiewicz i Tadeusz Kołder.
W marcu 1966, jako dziesięciolatek, wystąpił w zawodach „O Odznakę 1000-lecia” w Witowie, plasując się na przedostatnim, 33. miejscu. Rok później był 29. w klasyfikacyjnym konkursie juniorów w Zakopanem i 39. w juniorskich mistrzostwach tego miasta. 3 stycznia 1968 był trzynasty w konkursie klasyfikacyjnym juniorów na Maleńkiej Krokwi. W lutym 1968 zajął osiemnaste miejsce na mistrzostwach Polski juniorów A w Rabce. W marcu brał udział w meczu pomiędzy Tatrzańskim Okręgowym Związkiem Narciarskim a klubem S.C. Motor z Niemiec Wschodnich, a w kwietniu w zawodach między Krakowem a Zakopanem.
W styczniu 1969 zajął miejsca 15. i 16. w rozgrywanych w Kowańcu Mistrzostwach Podokręgu Podhalańskiego w kategorii chłopców młodszych. W konkursie z okazji XXIV rocznicy wyzwolenia Zakopanego był ósmy wśród młodzików. W lutym stanął na podium Mistrzostw Juniorów Tatrzańskiego Okręgowego Związku Narciarskiego w kategorii chłopców młodszych. Po skokach na odległość 25 m, 24 m i 25 m zajął trzecie miejsce. W rozegranym w marcu konkursie o tej samej randze, jednak w kategorii Junior B był 13. Również w marcu, w zawodach o Puchar Przewodniczącego MKKF Zakopane w Bukowinie uplasował się na 28. pozycji.
W rozegranych 4 stycznia mistrzostwach TOZN w Zakopanem zajął szóste miejsce w grupie A. Kilka dni później zwyciężył w kategorii chłopców młodszych, po skokach na 25,5 m i 24,5 m. Natomiast w zawodach grupy B na większym obiekcie był 17. 24 stycznia, w konkursie z okazji setnej rocznicy urodzin Włodzimierza Lenina zajął dwunaste miejsce. Pod koniec lutego w konkursach Narciarskich Mistrzostw PZN młodzików zajął czwartą i piątą lokatę.
W wieku 16 lat zdobył mistrzostwo Polski juniorów, wziął też udział w mistrzostwach Europy, kiedy to w Tarvisio uplasował się na 34. miejscu. 20 lutego 1972 zadebiutował w seniorskich mistrzostwach Polski, rozgrywanych w Zakopanem. Po pierwszej serii był trzeci. Drugi skok, oddany na odległość 108 m, zakończył podpórką.
31 grudnia 1972 w 21. Turnieju Czterech Skoczni znalazł się na 36. pozycji w Oberstdorfie, dzień później zajął 29. miejsce, ex aequo z Berndem Zapfem, w Garmisch-Partenkirchen. W Innsbrucku i Bischofshofen uplasował się na 31. miejscu, tym samym co w końcowej klasyfikacji generalnej swojego debiutanckiego turnieju. Na początku lutego 1973 w mistrzostwach Polski zajął siódme miejsce na dużej skoczni w Wiśle. W marcu na mistrzostwach Europy juniorów w radzieckim Toksowie był 21.
Rok później zajął 82. miejsce w klasyfikacji generalnej TCS, plasując się na 27. miejscu w Ga-Pa, 64. w Innsbrucku i 68. w Bischofshofen.
W 1974 zdobył swój pierwszy medal mistrzostw Polski seniorów, zwyciężając w zawodach na dużej skoczni. Oddał skoki na 97 m i 107 m. Natomiast na normalnym obiekcie był czwarty, tracąc 2,4 pkt do brązowego medalu. Wziął udział w seniorskich mistrzostwach świata 1974 w Falun. 16 lutego rozegrano konkurs na normalnej skoczni. Po skokach na 75,5 m i 73 m uplasował się na 45. miejscu. Tydzień później na dużej skoczni uzyskał odległości 87,5 m i 81 m, a sklasyfikowano go na 32. miejscu. Na mistrzostwach Europy juniorów w Autrans był szesnasty. Pod koniec kwietnia Bobak wziął udział w trzech silnie obsadzonych konkursach na obiekcie Paula Asserleitnera w Bischofshofen, za każdym razem kończąc rywalizację w czołówce.

### 1974/1975
Podczas inauguracji 23. Turnieju Czterech Skoczni polski skoczek zajął drugie miejsce w Oberstdorfie, po oddaniu skoków na 96 m i 95 m. W Ga-Pa uplasował się na 18. pozycji. W Innsbrucku dwukrotnie skoczył na odległość 96 m i zajął szóste miejsce. Po tym konkursie Polak zajmował w klasyfikacji TCS czwarte miejsce ze stratą 4,6 pkt. do trzeciego Rainera Schmidta. W Bischofshofen w jednym ze skoków treningowych uzyskał 107 metrów z upadkiem przy lądowaniu (rekord skoczni wynosił wtedy 106 m). Po pierwszej serii konkursowej Polak zbliżył się do niemieckiego zawodnika na dystans 1,1 pkt. (skoczyli odpowiednio 90,5 m oraz 87 m). W finale Bobak wylądował na 108 metrze skoczni, co było zdecydowanie najdłuższą odległością dnia i pozwoliłoby mu wygrać konkurs – skok był jednak za długi, w związku z tym lądował poza strefą bezpieczeństwa i wyraźnie podparł próbę. Sklasyfikowano go przez to ostatecznie dopiero na 22. miejscu, Schmidt po przewróceniu się przy lądowaniu na 105 m był 30. W klasyfikacji generalnej Bobak znalazł się na piątej pozycji.
9 lutego 1975 podczas konkursu MP na Wielkiej Krokwi skoczył w pierwszej serii 108,5, a w drugiej pobił rekord obiektu, lądując na 115,5 m, dzięki czemu został mistrzem Polski. Na skoczni normalnej zdobył srebrny medal, po skokach na 80 m i 79,5 m.
Wcześniej Bobak zwyciężył w styczniowych zawodach Pucharu Beskidów na skoczni w Wiśle. W jednej z serii uzyskał 99 m, bijąc o sześć metrów dotychczasowy rekord obiektu Rudolfa Höhnla. Prezentowana przez skoczka z Zębu odwaga podczas dalekich skoków była u obserwatorów powodem podziwu, ale i zaniepokojenia, przypominano historię słynącego z brawury Zdzisława Hryniewieckiego, którego karierę zakończył tragiczny upadek. Podczas Zimowej Spartakiady Armii Zaprzyjaźnionych 1975 w Kawgołewie skoczek zdobył brązowy medal, po skoku na 70 m. Miał możliwość zaprezentowania się na niej, ponieważ był żołnierzem kraju socjalistycznego (ze stopniem podoficera sł. st.).

### 1975/1976
14 września Bobak wystąpił w igelitowych zawodach Grand Prix Frenštátu pod Radhoštěm. Zajął w nich czwarte miejsce
Polak zajął 6. miejsce w klasyfikacji 24. Turnieju Czterech Skoczni. Ulokował się na 5. lokacie w Oberstdorfie, 22. w Garmisch-Partenkirchen i 15. w Innsbrucku. Natomiast w Bischofshofen stanął na drugim stopniu podium, skacząc na odległość 97,5 m i 100,5 m.
7 lutego 1976 uplasował się na 28. pozycji w konkursie na skoczni normalnej podczas Zimowych Igrzysk Olimpijskich w Innsbrucku, po skokach na 74 m i 75 m. Zawody na skoczni dużej zakończył na 37. lokacie ze skokami na odległość 81 m oraz 81,5 m. Bobak na olimpiadzie nie posiadał nowych kombinezonów, zmieniających opór powietrza, z których korzystali wówczas Austriacy.
W dniach 20–21 lutego wystąpił na mistrzostwach Polski w Zakopanem. Na normalnej skoczni uzyskał swój trzeci złoty medal, osiągając 79 m i 75,5 m. Na większym obiekcie oddał próby na odległość 103,5 m i 102,5 m i został wicemistrzem.

### 1976–1979
12 września 1976 Bobak ponownie wystartował w Grand Prix Frenštátu, tym razem zajmując 32. miejsce. W 1977 doznał kontuzji łąkotki, startował jednak nadal.
25. Turniej Czterech Skoczni ukończył na 20. pozycji w klasyfikacji generalnej. W Oberstdorfie zajął 11. miejsce, w Ga-Pa 28. W Innsbrucku skoczył 85 m w pierwszej serii i 92,5 m w drugiej, zajmując 13. pozycję. W Bischofshofen był 29. Na lutowych Mistrzostwach Polski 1977 zdobył srebro na skoczni normalnej w Szczyrku, przegrywając z Januszem Walusiem o 1,9 pkt, oraz złoto na skoczni dużej w Wiśle.
W kolejnej edycji zawodów we Frenštácie ponownie uplasował się na czwartym miejscu. Bobak wystąpił na Mistrzostwach Świata 1978 w Lahti. Na normalnym obiekcie dwukrotnie osiągnął 79. metr i zajął 22. miejsce. Na dużym natomiast uplasował się o jedną lokatę niżej, z odległościami 102 m i 99 m. W marcu na Mistrzostwach Polski 1978 w Zakopanem zdobył złoto na Średniej Krokwi po dwóch skokach na 79,5 m, natomiast na większym obiekcie był szósty, po raz pierwszy od czterech lat kończąc konkurs MP bez medalu.
W 27. Turnieju Czterech Skoczni na przełomie 1978 i 1979 zajął 19. miejsce w Oberstdorfie, 10. w Ga-Pa, 27. w Innsbrucku i 22. w Bischofshofen. W klasyfikacji generalnej był 21. W lutym 1979 odbyła się próba przedolimpijska w Lake Placid. Na normalnym obiekcie Bobak uzyskał 83 m i 81,5 m i zajął szóste miejsce. Na dużej skoczni był dwunasty, po skokach na 104 m i 103,5 m. Został powołany do marcowych MŚ w Lotach 1979 w jugosłowiańskiej Planicy. Po pierwszym dniu zawodów był czternasty. Ostatecznie zakończył konkurs na 21. miejscu. Kilka dni później odbyły się zawody o Puchar Tatr w Szczyrbskim Jeziorze. Był tam siódmy i dziesiąty. Na przełomie marca i kwietnia rozegrano zawody we wschodnioniemieckim Oberwiesenthal – uzyskał tam dziewiątą i siódmą lokatę. Na zakopiańskich Mistrzostwach Polski 1979 zdobył złoto na normalnej skoczni, z przewagą ponad 17 pkt nad Stanisławem Kawulokiem (jako jedyny w czołówce pokonał granicę 80. metra). Na dużej skoczni przegrał jedynie z Piotrem Fijasem.
Na Zimowej Spartakiadzie Armii Zaprzyjaźnionych 1979 w Zakopanem zdobył srebrny medal na normalnej skoczni i brązowy na dużej.

### 1979/1980
W sezonie 1979/1980 odbyła się pierwsza edycja Pucharu Świata. Bobak rozpoczął ją od udziału w TCS – w Oberstdorfie znalazł się poza pierwszą setką. W Ga-Pa był szósty po oddaniu skoków na 95 m i 96 m, w Innsbrucku skoczył 99 m i 93,5 m, za co sklasyfikowano go na 20. pozycji, a w Bischofshofen uplasował się na 13. miejscu, dzięki skokom na 93,5 m i 94 m. Po Turnieju Bobak triumfował w czechosłowackim Turnieju Bohemii.
26 stycznia 1980 na Średniej Krokwi w Zakopanem wygrał swój pierwszy i jedyny konkurs Pucharu Świata. Skoczył wówczas 81,5 m i 82 m. Konkurs odbywał się w bardzo trudnych warunkach atmosferycznych. Padał mocny śnieg, a serie kilkakrotnie przerywano i powtarzano (w pierwotnym konkursie, który został anulowany, zajął trzecie miejsce). Dzień później także stanął na podium, na Wielkiej Krokwi zajmując 2. miejsce, za swoim zespołowym kolegą Piotrem Fijasem – tym razem skakał na odległość 114,5 m i 110 m. 9 lutego we francuskim Saint-Nizier zajął trzecie miejsce, po skokach na 96 m i 101 m. Następnego dnia był dziesiąty. Za swoje sukcesy nie otrzymał nagrody finansowej, mimo przesłania jej przez FIS do Polskiego Związku Narciarskiego.
Podczas mistrzostw Polski Bobak na normalnej skoczni w Szczyrku zdobył srebrny medal, przegrywając z Fijasem po skokach na 77,5 m i 84,5 m, natomiast na dużym obiekcie w Wiśle zdobył swój pierwszy brązowy medal tej imprezy.
W konkursie na normalnej skoczni na igrzyskach w Lake Placid w pierwszej serii Bobak skoczył 86 m i zajmował 4. miejsce. W drugiej miał szansę na medal, jednak wylądował na 82 m i zajął ostatecznie 10. miejsce. Do srebrnego medalu zabrakło mu 7 punktów. Na dużej skoczni znalazł się na 22. pozycji, skacząc 104 m i 97 m.
Po powrocie z Igrzysk po raz kolejny stanął na podium Pucharu Świata, tym razem na średnim stopniu, po zawodach lotów w norweskim Vikersund. W czterech seriach uzyskał kolejno: 140 m, 142 m, 148 m i 116 m. W fińskim Lahti zajął szóste miejsce na normalnej skoczni z odległościami 82,5 m i 83 m i ósme na dużej, w jedynej serii uzyskując 106 m. W szwedzkim Falun był czternasty, a w Oslo siódmy. Ostatnie starty w pierwszej edycji PŚ zanotował w Szczyrbskim Jeziorze. Był tam 14. i 20. W ostatecznej klasyfikacji inauguracyjnego sezonu stanął na najniższym stopniu podium.

### 1980/1981

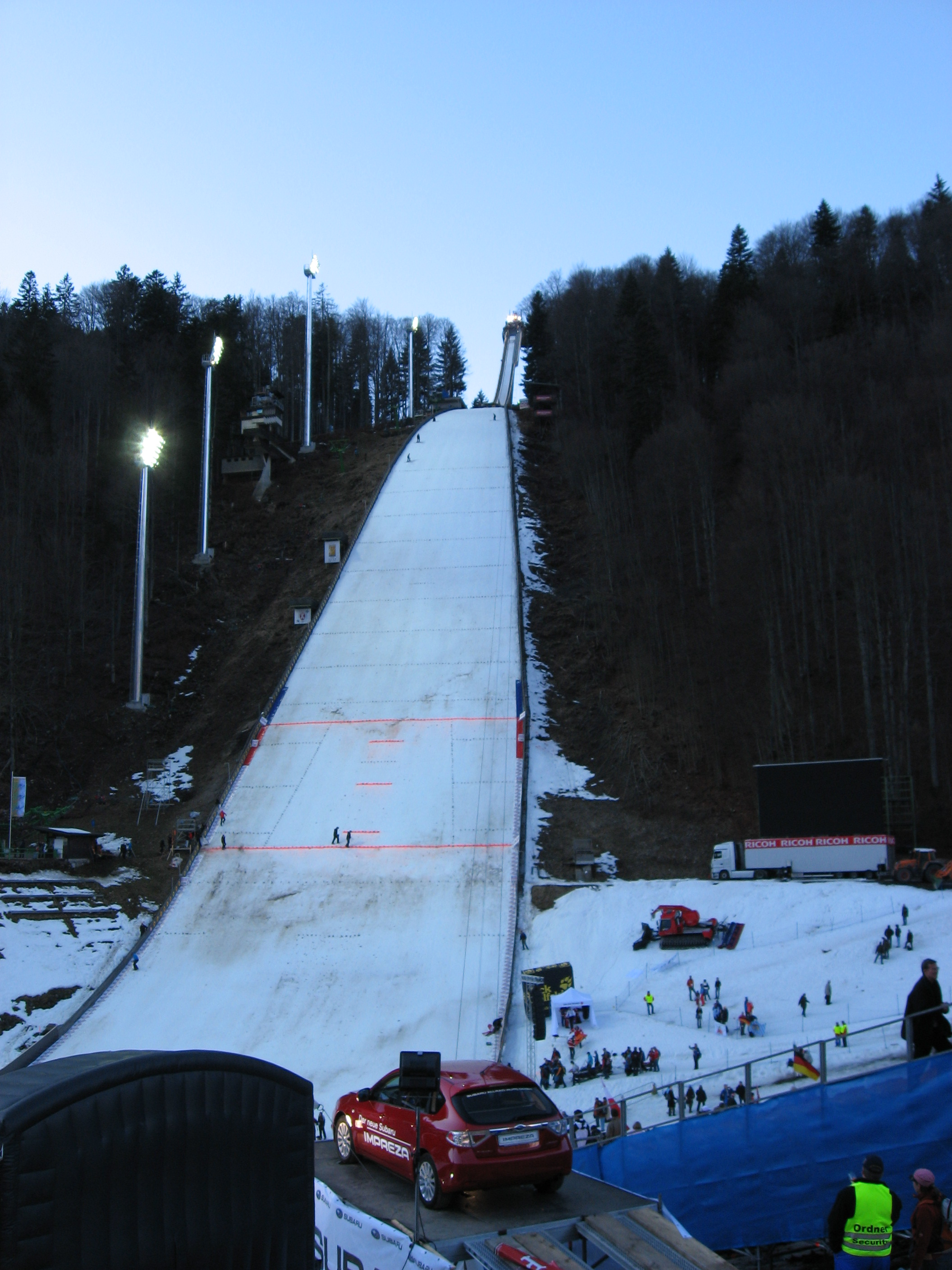
Heini-Klopfer-Skiflugschanze, na której Bobak osiągnął swój rekord życiowy – 153 m

We wrześniu 1980 Bobak zajął 20. miejsce w Grand Prix Frenštátu.
W tym sezonie Bobak zmagający się z coraz silniejszymi bólami kręgosłupa, utrudniającymi przyjmowanie na rozbiegu pozycji najazdowej zajął 52. miejsce w klasyfikacji generalnej Pucharu Świata. Udział w nim rozpoczął od 15. miejsca w Oberstdorfie. W pozostałych konkursach 29. Turnieju Czterech Skoczni nie punktował – w Ga-Pa uplasował się na 16. miejscu, w Innsbrucku na 37., a w Bischofshofen na 43. W klasyfikacji generalnej zawodów zajął 21. miejsce. W kolejnym konkursie z cyklu PŚ, w Harrachovie, był szesnasty. W Libercu sklasyfikowano go dwa miejsca wyżej. Oba czeskie konkursy rozgrywano w ramach Turnieju Bohemii. Tydzień później wystartował w dwóch konkursach Pucharu Europy – w Chamonix i Le Brassaus, zwyciężając obydwa. W konkursie PŚ w Sankt Moritz był 24., a w Gstaad uplasował się o jedną pozycję wyżej. W Engelbergu natomiast jedyny raz w tamtym sezonie dostał się do pierwszej dziesiątki zawodów (był ósmy, po skokach na 109 m i 110,5 m).
Na mistrzostwach świata w lotach zajął 18. miejsce, uzyskując na Heini-Klopfer-Skiflugschanze odległość 153 metrów, co było jego rekordem osobistym. Nie punktował w następnych konkursach Pucharu Świata – zajął 20. i 24. miejsce w Lahti oraz 26. w Falun. Kolejne punkty zdobył w końcówce sezonu – został sklasyfikowany na piętnastej pozycji w Oslo i na dwudziestej oraz trzynastej w Planicy. W klasyfikacji generalnej był 52.
Na Zimowej Spartakiadzie Armii Zaprzyjaźnionych w 1981 w Borowiczach zdobył brązowy medal. Na swoich ostatnich Mistrzostwach Polski w 1981 odzyskał tytuł mistrzowski na obu skoczniach.

### Po zakończeniu kariery
Po sezonie 1980/81 zakończył karierę sportową. Na skutek intensywnych treningów wybił sobie czwarty i piąty kręg, dodatkowo cierpiał na ucisk lędźwiowego odcinka kręgosłupa, co powodowało promieniujący ból na odcinku całej nogi. Leczono go w Piekarach Śląskich, ale nie wykonano na nim operacji, gdyż była zbyt ryzykowna. Skoczkiem zainteresowała się fundacja Gloria Victis; w 1983 zorganizowano w Nowym Targu mecz, z którego dochody przekazano Bobakowi. Później zamieszkał w Zębie razem z żoną Stanisławą i dziećmi: Haliną, Małgorzatą i Andrzejem (również skoczkiem narciarskim). Renta Bobaka wynosiła 500 zł, więc w 2005 wyjechał w celach zarobkowych do Francji, gdzie zachorował ciężko. 11 czerwca przeszedł operację, następnie przez kilka dni był nieprzytomny, po czym został przewieziony do Polski, gdzie trafił do szpitala w Zakopanem, a następnie na Oddział Kliniczny Żywienia i Chirurgii w Warszawie. Nie mógł jeść, leżał podłączony do kroplówki, prawdopodobnie cierpiał na wielopoziomową niedrożność jelit lub niedokrwienie jelit. Po długiej chorobie zmarł 12 listopada 2010 w szpitalu w Zakopanem. Pochowano go na cmentarzu w jego rodzinnym Zębie. Na pogrzeb przyszło kilkaset osób.

Odszedł jeden z najwybitniejszych polskich skoczków narciarskich, wielki talent, dobry człowiek. Byłem z nim w grupie i mogę śmiało mówić, że dobrze go znałem. Spędziliśmy przecież razem pół życia. W sporcie się nie poddawał, chorobie, niestety, musiał się poddać.

## Igrzyska olimpijskie

### Indywidualnie
| 1976 Innsbruck/Seefeld | – | 28. miejsce (K-70), 37. miejsce (K-90) |
| 1980 Lake Placid       | – | 10. miejsce (K-70), 22. miejsce (K-90) |

### Starty S. Bobaka na igrzyskach olimpijskich – szczegółowo
| Miejsce | Dzień     | Rok  | Miejscowość | Skocznia                   | Punkt K | Konkurs  | Skok 1  | Skok 2 | Nota      | Strata   | Zwycięzca             |
| ------- | --------- | ---- | ----------- | -------------------------- | ------- | -------- | ------- | ------ | --------- | -------- | --------------------- |
| 28.     | 7 lutego  | 1976 | Seefeld     | Toni-Seelos-Olympiaschanze | K-84    | indywid. | 74,0 m  | 75,0 m | 211,0 pkt | 41,0 pkt | Hans-Georg Aschenbach |
| 37.     | 15 lutego | 1976 | Innsbruck   | Bergisel                   | K-104   | indywid. | 81,0 m  | 81,5 m | 168 pkt   | 66,8 pkt | Karl Schnabl          |
| 10.     | 17 lutego | 1980 | Lake Placid | MacKenzie Intervale        | K-86    | indywid. | 86,0 m  | 82,0 m | 242,2 pkt | 22,1 pkt | Toni Innauer          |
| 22.     | 23 lutego | 1980 | Lake Placid | MacKenzie Intervale        | K-114   | indywid. | 104,0 m | 97,0 m | 214,8 pkt | 56,2 pkt | Jouko Törmänen        |

## Mistrzostwa świata

### Indywidualnie
| 1974 Falun | – | 45. miejsce (K-70), 32. miejsce (K-90) |
| 1978 Lahti | – | 22. miejsce (K-70), 23. miejsce (K-90) |

## Mistrzostwa świata w lotach

### Indywidualnie
| 1979 Planica    | – | 22. miejsce |
| 1981 Oberstdorf | – | 18. miejsce |

## Mistrzostwa Europy juniorów

### Indywidualnie
| 1972 Tarvisio | – | 34. miejsce |
| 1973 Toksowo  | – | 21. miejsce |
| 1974 Autrans  | – | 16. miejsce |

## Puchar Świata

### Miejsca w klasyfikacji generalnej
| Sezon     | Miejsce |
| --------- | ------- |
| 1979/1980 | 3.      |
| 1980/1981 | 46.     |

### Zwycięstwa w konkursach Pucharu Świata
| Nr | Dzień       | Rok  | Miejscowość | Skocznia        | Punkt K | Skok 1 | Skok 2 | Nota      |
| -- | ----------- | ---- | ----------- | --------------- | ------- | ------ | ------ | --------- |
| 1. | 26 stycznia | 1980 | Zakopane    | Średnia Krokiew | K-82    | 81,5 m | 82,0 m | 260,7 pkt |

### Miejsca na podium
| Sezon PŚ  | 1. miejsce | 2. miejsce | 3. miejsce | razem |
| 1979/1980 | 1          | 2          | 1          | 4     |
| 1980/1981 | –          | –          | –          | –     |
| suma      | 1          | 2          | 1          | 4     |

### Miejsca na podium w konkursach Pucharu Świata
| Nr | Dzień               | Rok  | Miejscowość  | Skocznia        | Punkt K | Skok 1  | Skok 2  | Skok 3  | Skok 4  | Nota      | Lok. | Strata   | Zwycięzca    |
| -- | ------------------- | ---- | ------------ | --------------- | ------- | ------- | ------- | ------- | ------- | --------- | ---- | -------- | ------------ |
| 1. | 26 stycznia         | 1980 | Zakopane     | Średnia Krokiew | K-82    | 81,5 m  | 82,0 m  | –       | –       | 260,7 pkt | 1.   | –        | –            |
| 2. | 27 stycznia         | 1980 | Zakopane     | Wielka Krokiew  | K-115   | 114,5 m | 110,0 m | –       | –       | 254,3 pkt | 2.   | 0,3 pkt  | Piotr Fijas  |
| 3. | 9 lutego            | 1980 | Saint-Nizier | Dauphine        | K-112   | 96,0 m  | 101,0 m | –       | –       | 216,5 pkt | 3.   | 5,7 pkt  | Piotr Fijas  |
| 4. | 29 lutego – 2 marca | 1980 | Vikersund    | Vikersundbakken | K-155   | 140,0 m | 142,0 m | 148,0 m | 116,0 m | 737,5 pkt | 2.   | 15,5 pkt | Per Bergerud |

### Miejsca w poszczególnych konkursach Pucharu Świata
| Sezon 1979/1980                                                                        |                        |                        |               |               |         |              |             |             |          |          |              |              |              |             |           |              |       |       |       |      |         |         |                     |                     |        |
| Cortina d’Ampezzo                                                                      | Oberstdorf             | Garmisch-Partenkirchen | Innsbruck     | Bischofshofen | Sapporo | Sapporo      | Thunder Bay | Thunder Bay | Zakopane | Zakopane | Saint-Nizier | Saint-Nizier | Sankt Moritz | Gstaad      | Engelberg | Vikersund    | Lahti | Lahti | Falun | Oslo | Planica | Planica | Szczyrbskie Jezioro | Szczyrbskie Jezioro | punkty |
| -                                                                                      | 101                    | 6                      | 20            | 13            | -       | -            | -           | -           | 1        | 2        | 3            | 10           | -            | -           | -         | 2            | 6     | 8     | 14    | 7    | -       | -       | 14                  | 20                  | 130    |
| Sezon 1980/1981                                                                        |                        |                        |               |               |         |              |             |             |          |          |              |              |              |             |           |              |       |       |       |      |         |         |                     |                     |        |
| Oberstdorf                                                                             | Garmisch-Partenkirchen | Innsbruck              | Bischofshofen | Harrachov     | Liberec | Sankt Moritz | Gstaad      | Engelberg   | Ironwood | Ironwood | Sapporo      | Sapporo      | Thunder Bay  | Thunder Bay | Chamonix  | Saint Nizier | Lahti | Lahti | Falun | Oslo | Bærum   | Planica | Planica             | punkty              | punkty |
| 15                                                                                     | 16                     | 37                     | 43            | 16            | 14      | 24           | 23          | 8           | -        | -        | -            | -            | -            | -           | -         | -            | 20    | 24    | 26    | 15   | -       | 20      | 13                  | 15                  | 15     |
| Legenda                                                                                |                        |                        |               |               |         |              |             |             |          |          |              |              |              |             |           |              |       |       |       |      |         |         |                     |                     |        |
| 1 2 3 4-10 11-15 poniżej 15 - – zawodnik nie wystartował lub zajął miejsce poniżej 15. |                        |                        |               |               |         |              |             |             |          |          |              |              |              |             |           |              |       |       |       |      |         |         |                     |                     |        |

### Turniej Czterech Skoczni

#### Miejsca w klasyfikacji generalnej
| Sezon     | Miejsce |
| --------- | ------- |
| 1972/1973 | 31.     |
| 1973/1974 | 82.     |
| 1974/1975 | 5.      |
| 1975/1976 | 6.      |
| 1976/1977 | 20.     |
| 1978/1979 | 21.     |
| 1979/1980 | 37.     |
| 1980/1981 | 21.     |

#### Miejsca na podium w konkursach TCS
| Nr | Dzień      | Rok  | Miejscowość   | Skocznia                   | Punkt K | Skok 1 | Skok 2  | Nota      | Lok. | Strata   | Zwycięzca    |
| -- | ---------- | ---- | ------------- | -------------------------- | ------- | ------ | ------- | --------- | ---- | -------- | ------------ |
| 1. | 29 grudnia | 1974 | Oberstdorf    | Schattenbergschanze        | K-90    | 96,0 m | 95,0    | 210,9 pkt | 2.   | 6,5 pkt  | Willi Pürstl |
| 2. | 6 stycznia | 1976 | Bischofshofen | Paul-Ausserleitner-Schanze | K-90    | 97,5 m | 100,5 m | 225,5 pkt | 2.   | 10,7 pkt | Toni Innauer |

### Miejsca w poszczególnych konkursach TCS
| 21. Turniej Czterech Skoczni |                        |           |               |
| Oberstdorf                   | Garmisch-Partenkirchen | Innsbruck | Bischofshofen |
| 36                           | 29                     | 31        | 31            |
| 22. Turniej Czterech Skoczni |                        |           |               |
| Oberstdorf                   | Garmisch-Partenkirchen | Innsbruck | Bischofshofen |
| –                            | 27                     | 64        | 68            |
| 23. Turniej Czterech Skoczni |                        |           |               |
| Oberstdorf                   | Garmisch-Partenkirchen | Innsbruck | Bischofshofen |
| 2                            | 18                     | 6         | 18            |
| 24. Turniej Czterech Skoczni |                        |           |               |
| Oberstdorf                   | Garmisch-Partenkirchen | Innsbruck | Bischofshofen |
| 5                            | 22                     | 15        | 2             |
| 25. Turniej Czterech Skoczni |                        |           |               |
| Oberstdorf                   | Garmisch-Partenkirchen | Innsbruck | Bischofshofen |
| 11                           | 28                     | 13        | 29            |
| 27. Turniej Czterech Skoczni |                        |           |               |
| Oberstdorf                   | Garmisch-Partenkirchen | Innsbruck | Bischofshofen |
| 19                           | 10                     | 27        | 22            |
| 28. Turniej Czterech Skoczni |                        |           |               |
| Oberstdorf                   | Garmisch-Partenkirchen | Innsbruck | Bischofshofen |
| 101                          | 6                      | 20        | 13            |
| 29. Turniej Czterech Skoczni |                        |           |               |
| Oberstdorf                   | Garmisch-Partenkirchen | Innsbruck | Bischofshofen |
| 15                           | 16                     | 37        | 43            |

## Puchar Europy

### Miejsca w klasyfikacji generalnej
| Sezon     | Miejsce |
| --------- | ------- |
| 1980/1981 | ?       |

### Zwycięstwa w konkursach Pucharu Europy
| Nr | Dzień       | Rok  | Miejscowość | Skocznia                    | Punkt K | Skok 1 | Skok 2 | Nota      |
| -- | ----------- | ---- | ----------- | --------------------------- | ------- | ------ | ------ | --------- |
| 1. | 16 stycznia | 1981 | Chamonix    | Tremplin aux Bossons        | K-95    | 93,5 m | 90,5 m | 249,8 pkt |
| 2. | 18 stycznia | 1981 | Le Brassus  | Tremplin de la Chirurgienne | K-104   | 96 m   | 103 m  | 243,5 pkt |

### Miejsca w poszczególnych konkursachPucharu Europy
| Sezon 1980/1981                                                          |         |          |         |          |            |         |           |         |           |                  |                     |                     |               |               |        |        |        |        |        |        |        |        |        |        |        |        |        |        |        |        |        |        |        |        |
| Sankt Moritz                                                             | Maribor | Tarvisio | Villach | Chamonix | Le Brassus | Seefeld | La Molina | Travnik | Schönwald | Titisee-Neustadt | Szczyrbskie Jezioro | Szczyrbskie Jezioro | Bischofshofen | Bischofshofen | punkty | punkty | punkty | punkty | punkty | punkty | punkty | punkty | punkty | punkty | punkty | punkty | punkty | punkty | punkty | punkty | punkty | punkty | punkty | punkty |
| -                                                                        | -       | -        | -       | 1        | 1          | -       | -         | -       | -         | -                | -                   | -                   | -             | -             | 50     | 50     | 50     | 50     | 50     | 50     | 50     | 50     | 50     | 50     | 50     | 50     | 50     | 50     | 50     | 50     | 50     | 50     | 50     | 50     |
| 1 2 3 4-10 11-15 poniżej 15 - – zawodnik nie wystartował lub brak danych |         |          |         |          |            |         |           |         |           |                  |                     |                     |               |               |        |        |        |        |        |        |        |        |        |        |        |        |        |        |        |        |        |        |        |        |

## Sukcesy krajowe
- Mistrz Polski juniorów[26]

### Mistrzostwa Polski seniorów
| Miejsce | Dzień       | Rok  | Miejscowość | Skocznia        | Rozmiar  | Skok 1  | Skok 2  | Nota      | Strata   | Zwycięzca             |
| ------- | ----------- | ---- | ----------- | --------------- | -------- | ------- | ------- | --------- | -------- | --------------------- |
| ?       | 20 lutego   | 1972 | Zakopane    | Wielka Krokiew  | duża     | ?       | 108,0 m | ?         | ?        | Wojciech Fortuna      |
| 7.      | 4 lutego    | 1973 | Wisła       | Malinka         | duża     | 75,5 m  | 81,0 m  | 188,9 pkt | 25,0 pkt | Czesław Janik         |
| 4.      | 31 stycznia | 1974 | Zakopane    | Średnia Krokiew | normalna | 76,0 m  | 75,5 m  | 237,1 pkt | 15,4 pkt | Adam Krzysztofiak     |
| 1.      | 3 lutego    | 1974 | Zakopane    | Wielka Krokiew  | duża     | 97,0 m  | 107,0 m | 223,1 pkt | –        | –                     |
| 2.      | 5 lutego    | 1975 | Szczyrk     | Skalite         | normalna | 80,0 m  | 79,5 m  | 233,6 pkt | 6,7 pkt  | Adam Krzysztofiak     |
| 1.      | 8 lutego    | 1975 | Zakopane    | Wielka Krokiew  | duża     | 108,0 m | 115,5 m | 259,1 pkt | –        | –                     |
| 1.      | 20 lutego   | 1976 | Zakopane    | Średnia Krokiew | normalna | 79,0 m  | 75,5 m  | 235,8 pkt | –        | –                     |
| 2.      | 21 lutego   | 1976 | Zakopane    | Wielka Krokiew  | duża     | 103,5 m | 102,5 m | 225,9 pkt | 7,4 pkt  | Marek Pach            |
| 2.      | 3 lutego    | 1977 | Szczyrk     | Skalite         | normalna | 77,0 m  | 80,5 m  | 232,4 pkt | 1,9 pkt  | Janusz Waluś          |
| 1.      | 5 lutego    | 1977 | Wisła       | Malinka         | duża     | 96,0 m  | 90,5 m  | 242,9 pkt | –        | –                     |
| 1.      | 3 marca     | 1978 | Zakopane    | Średnia Krokiew | normalna | 79,5 m  | 79,5 m  | 249,5 pkt | –        | –                     |
| 6.      | 4 marca     | 1978 | Zakopane    | Średnia Krokiew | normalna | 99,5 m  | 97,0 m  | 208,6 pkt | 34,9 pkt | Kazimierz Długopolski |
| 1.      | 24 stycznia | 1979 | Zakopane    | Średnia Krokiew | normalna | 81,5 m  | 80,5 m  | 258,8 pkt | –        | –                     |
| 2.      | 6 marca     | 1979 | Zakopane    | Wielka Krokiew  | duża     | 105,0 m | 106,0 m | 238,9 pkt | 17,7 pkt | Piotr Fijas           |
| 2.      | 2 lutego    | 1980 | Szczyrk     | Skalite         | normalna | 77,5 m  | 84,5 m  | 235,6 pkt | 9,0 pkt  | Piotr Fijas           |
| 3.      | 3 lutego    | 1980 | Wisła       | Malinka         | duża     | 90,0 m  | 86,0 m  | 221,3 pkt | 8,6 pkt  | Stanisław Pawlusiak   |
| 1.      | 7 lutego    | 1981 | Zakopane    | Średnia Krokiew | normalna | 78,5 m  | 78,5 m  | 245,2 pkt | –        | –                     |
| 1.      | 8 lutego    | 1981 | Zakopane    | Wielka Krokiew  | normalna | 110,5 m | 107,5 m | 244,7 pkt | –        | –                     |

## Inne osiągnięcia
- Zimowa Spartakiada 1975 w Kawgołowie – brązowy medal
- Zimowa Spartakiada 1979 w Zakopanem – srebrny medal i brązowy medal
- Turniej Bohemii 1980 – złoty medal
- Zimowa Spartakiada 1981 w Borowiczach – brązowy medal[44]